# Pacific Spaceport Complex – Alaska
Pour les articles homonymes, voir KLC.
Le Pacific Spaceport Complex – Alaska (PSCA), anciennement Kodiak Launch Complex (KLC) jusqu'en 2016, est une base de lancement à but commercial et militaire situé sur l'île Kodiak, une île côtière du sud de l'Alaska, gérée par la Corporation Aérospatiale d'Alaska. Inaugurée en 1998, la base est utilisée par différents clients pour mener diverses missions à l'aide de missiles, fusées-sondes ou lanceurs orbitaux. La base étant idéalement placée pour atteindre des orbites polaires, plusieurs vols ont été effectués avec des satellites à bord. En 2018, la compagnie Astra Space a réalisé le premier vol commercial suborbital de la base, et réussit en 2021 son premier vol orbital commercial à l'aide son lanceur Rocket 3.

## Historique

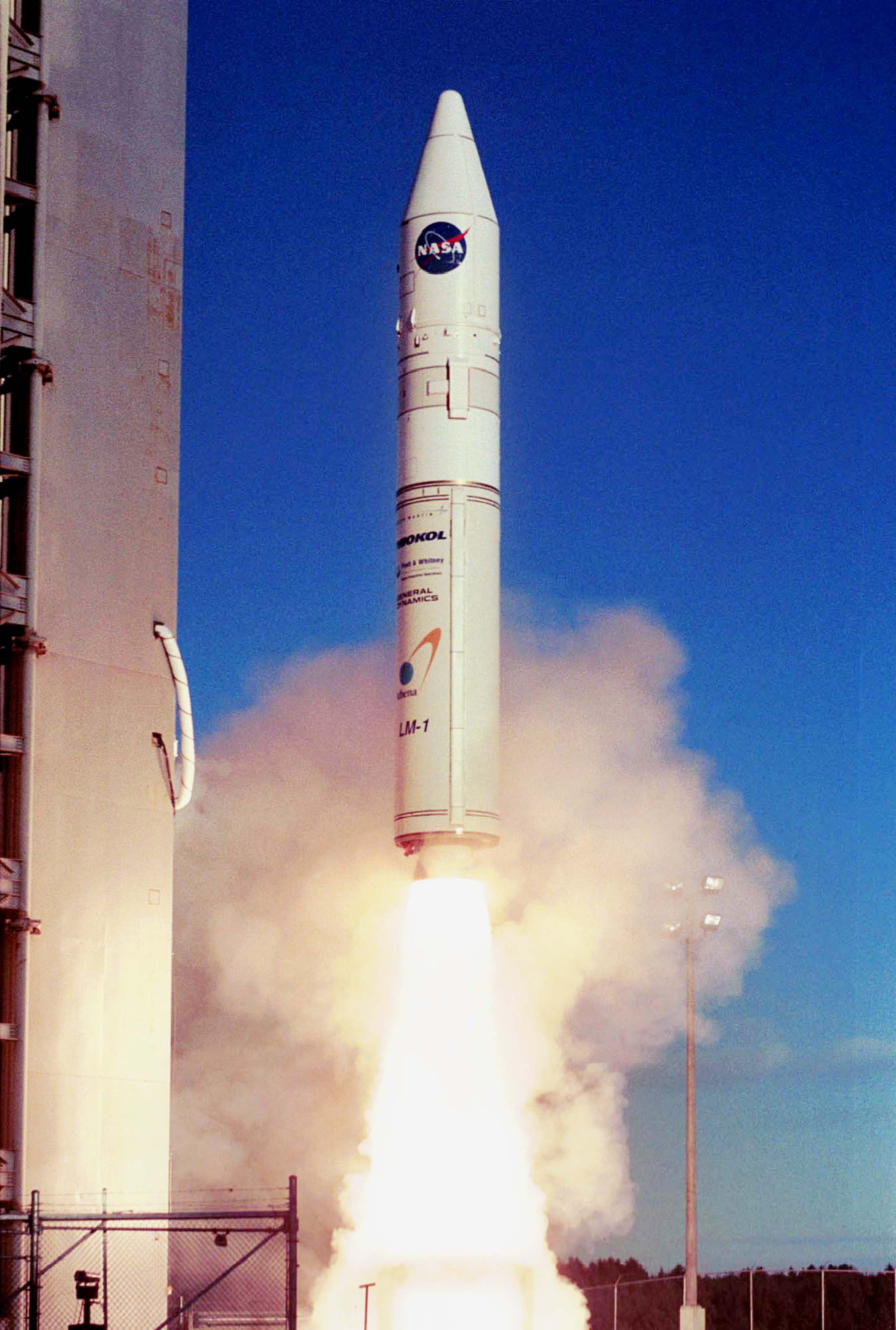
Lancement d'une fusée Athena I en 2001 depuis Kodiak, pour le premier vol orbital de la base.

En 1991, la Législature de l'Alaska décide de la création de la Corporation pour le Développement Aérospatial en Alaska (Alaska Aerospace Development Corporation), qui compte réaliser une base orbital dans l'état. Le projet initial était dénommé Complexe de Lancement Orbital d'Alaska, et était déjà située sur l'île de Kodiak, qui présente plusieurs avantages (peu d'habitations, libre de glace la majeure partie de l'année, etc.). La construction de la base spatiale a ainsi débuté en janvier 1998 par des installations plutôt sommaires, qui seront améliorées par la suite. Le premier lancement depuis la base aura lieu le 6 novembre 1998, à partir d'installations temporaires. Ce premier vol est réalisé pour le compte de l'US Air Force avec une fusée à configuration unique dénommée Ait-1, et a transporté diverses expériences, comme une antenne du système GPS, une expérience de tomographie électromagnétique ou encore une sonde de Langmuir. La base dispose alors de deux pas-de-tirs, dénommés LP-1 et LP-2, le premier étant dédié aux vols orbitaux, là où le deuxième est consacrés aux tirs suborbitaux.
Le 15 septembre 1999, le deuxième vol depuis la base est effectué, avec une autre fusée à configuration unique, dénommée Ait-2, toujours pour l'US Air Force. A bord se trouvait également divers instruments (sonde de Langmuir, expérience de tomographie ionosphérique, chercheur d’intercepteur et du matériel d'étalonnage). Le 22 mars 2001, un missile Aries 47 est tiré depuis la base, toujours pour le compte de l'US Air Force.

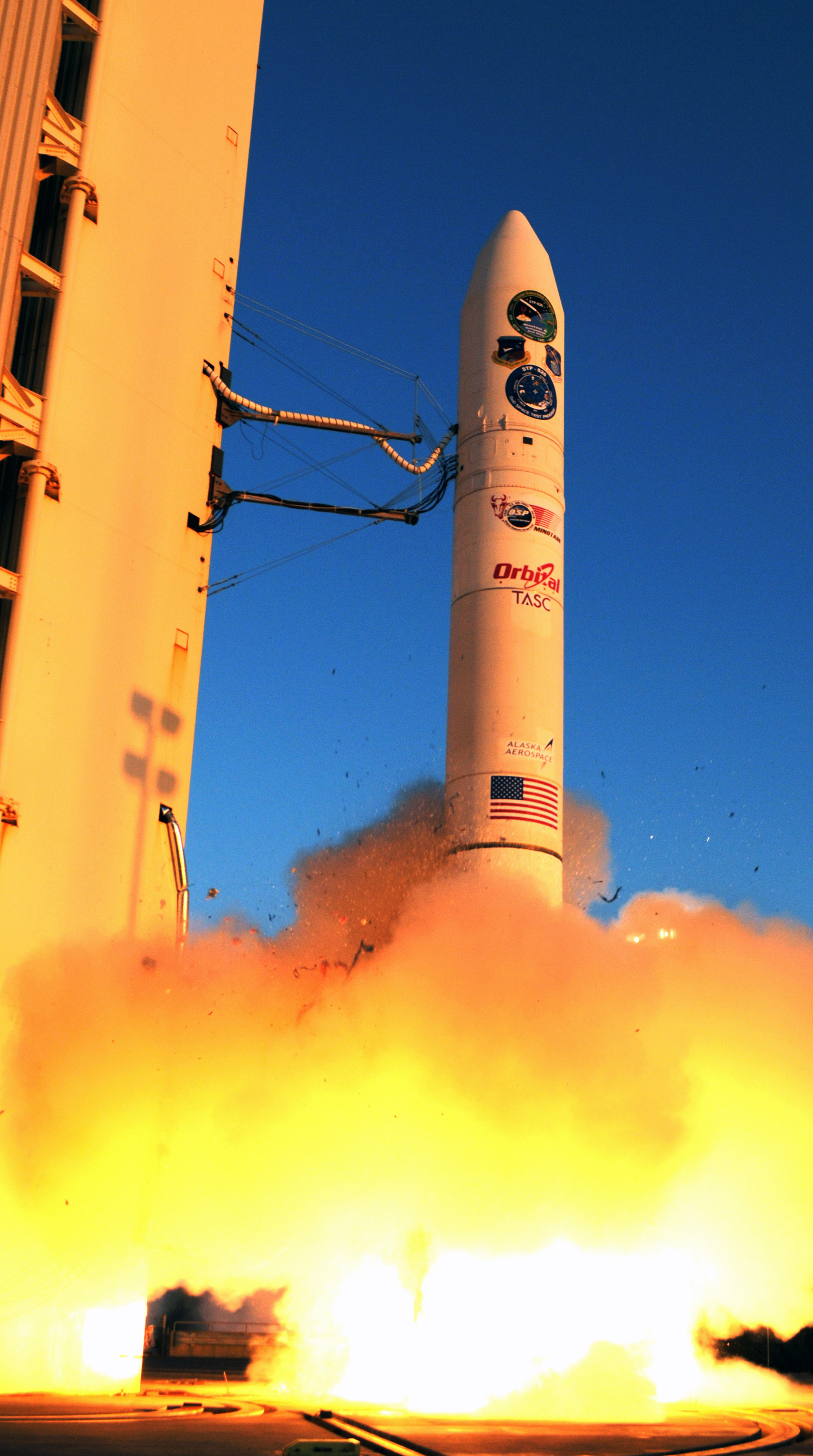
Décollage d'une Minotaur IV, le 2e vol orbital depuis Kodiak.

En 2001, le premier vol orbital est effectué depuis la base grâce à une Athena I, qui décolle pour une mission de la NASA dénommée "Kodiak Star" (Étoile de Kodiak), en emportant plusieurs satellites étudiants à but scientifique en orbite basse. Ce vol est le premier réalisé depuis le pas-de-tir LP-1, qui est réservé uniquement aux vols orbitaux, et est également le dernier vol orbital effectué par un lanceur Athena. Un peu plus d'un mois plus tard, la base subit son premier échec avec l'explosion en vol d'un missile Polaris A-3 STARS-1 56 secondes après le décollage, qui effectuait alors une mission pour l'armée.
Après un lancement d'Aries 49 le 24 avril 2002, la base reprendra les vols de missiles Polaris, mais les deux vols réalisés en 2004 et 2005 ne réussiront pas leur objectif, qui était d'être interceptés par des missiles en provenance de Kwajalein, simulant ainsi une attaque d'un autre pays. C'est seulement en 2006 que ce type de mission sera réussie, réussite qui sera réitérée à la fin de la même année. Mais le 25 mai 2007, le missile Polaris parti sur une trajectoire anormale, conduisant à l'échec de la mission. Le vol suivant, fin 2007, sera une réussite, tout comme les deux autres qui suivront l'année suivante.

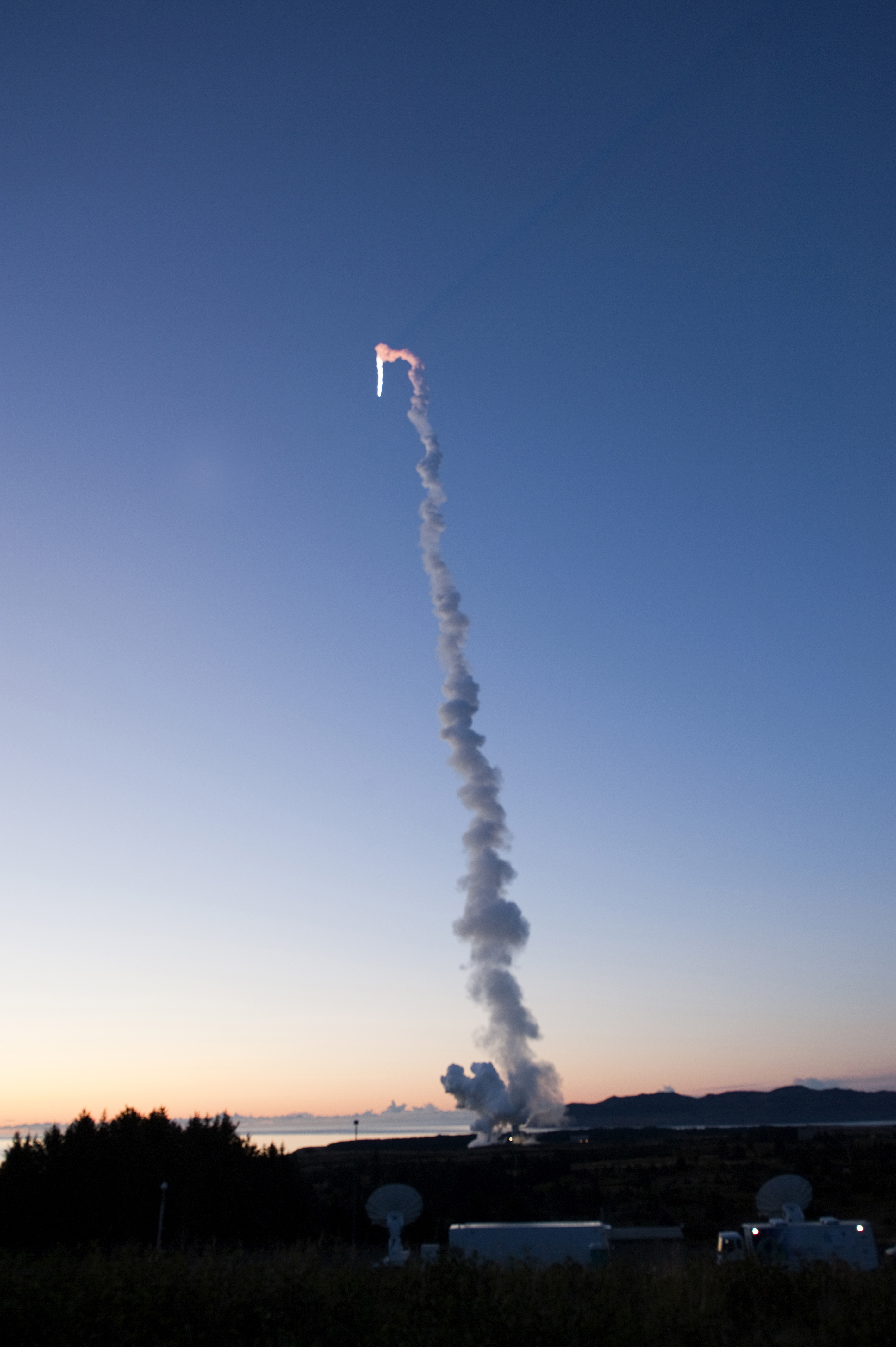
Décollage d'une Minotaur IV, effectuant le 3e vol orbital de la base.

En 2008 justement, tous les lancements effectués étaient des lancements gouvernementaux : un de la NASA et le reste militaire, essentiellement des tirs de missiles-cibles dans le cadre de Missile Defense, le projet américain de bouclier anti-missile. Ces tirs se font à travers l'océan Pacifique, en direction de l'aire de tir de Kwajalein, dans les Îles Marshall et la Vanderberg AFB. Des tirs d'interceptions sont alors effectués depuis ces îles. Entre 2004 et 2008, il y eut au total huit tirs de missiles effectués pour le compte de la Missile Defense Agency,.
L'Alaska Aerospace Development Corporation a conclu en septembre 2008 un contrat de 50 millions de dollars avec la Missile Defense Agency pour procéder à des lancements et fournir un soutien logistique. En 2010 et 2011, deux autres vols orbitaux furent effectués depuis le LP-1, grâce à un lanceur Minotaur IV, pour le compte de l'US Air Force. A bord se trouvaient plusieurs petits satellites de démonstration technologique. La première mission de lancement Minotaur était nommée "STP-S26".
En 2014, un échec de lancement d'une arme hypersonique a endommagé la tour de service, les installations s'occupant de la charge utile et divers autres bâtiments. À la suite de ces dégâts, la Corporation Aérospatiale d'Alaska a prévu de réparer et de moderniser toutes les installations, notamment dans le but d'accueillir des lanceurs plus puissants. Néanmoins, le gouverneur de l'Alaska Bill Walker a décidé de stopper les travaux en décembre 2014, en raison du passage d'une ordonnance visant à remédier à un déficit du budget de l'état d'Alaska. En effet, les réparations ont été financées à hauteur de 26 à 29 millions de dollars américains. Une fois ces travaux repris, la base de lancement fut officiellement renommée "Pacific Spaceport Complex - Alaska" le 14 avril 2015. La réouverture officielle de la base fut effectuée le 13 août 2016.
À la même période, la Corporation Aérospatiale d'Alaska a signé un contrat avec l'Agence de Défense Anti-Missile (MDA) pour la réalisation de plusieurs lancements jusqu'en 2021. L'accord comprend notamment deux essais en vol du système de défense haute altitude, le THAAD. Deux vols eurent lieu en juin et juillet 2017, à l'aide de véhicules inconnus, depuis un pas-de-tir également inconnu. Ces vols étaient dénommés respectivement FTT-18 et FET-01.
Tous les lancements effectués jusqu'alors étaient réalisés pour le compte d'agences nationales, mais des sociétés privées ont aussi commencé à s'intéresser à Kodiak. Ainsi, Rocket Lab qui exploite le lanceur Électron depuis la Nouvelle-Zélande, et Vector Space Systems déclareront être intéressées par l'utilisation de la base, tout comme la société Eclipse Orbital, qui doit, elle, exploiter son lanceur Corona dans les prochaines années[citation nécessaire]. En date d'août 2020, aucune de ces annonces ne s'est concrétisée. Néanmoins, la société Astra Space décida d'utiliser la base dès 2018 pour effectuer deux vols commerciaux suborbitaux pour des clients inconnus, grâce à leur fusée Rocket 1.0 et Rocket 2.0. L'issue de ces vols est contestée, Astra Space déclare qu'ils se sont déroulés de manière nominale, là où la FAA classe ces lancements comme étant des échecs. Ces deux fusées sont les premières à utiliser des ergols liquides à être lancées depuis Kodiak, et sont également les premiers vols commerciaux de la base.
Le 26 juillet 2019, un exercice militaire est mené conjointement avec Israël. Trois missiles israéliens Arrow ont intercepté avec succès des missiles ennemis factices, dont une interception extra-atmosphérique. C'est la première fois que plusieurs fusées sont tirées le même jour depuis la base.
Après plus d'un an passé à développer un lanceur plus puissant, la société Astra Space tentera de réaliser le premier vol orbital privé de la base en mars 2020 dans le cadre du "DARPA Launch Challenge", mais le compte-à-rebours fut stoppé peu avant le décollage, et le véhicule Rocket 3.0 sera détruit lors d'un essai au sol quelques semaines plus tard. Une nouvelle tentative devrait avoir lieu en août de la même année. Ce lanceur orbital devrait partir depuis une toute nouvelle zone de la base, qui est composée de quatre pas-de-tirs, dénommés LP-3A, 3B, 3C et 3D. Rocket 3 partira pour son premier vol du LP-3B, construit en 2018.
Après trois premières tentatives qui se soldent par des échecs, Astra réussit à placer sa fusée en orbite pour la première fois le 20 novembre 2021, devenant également la première entreprise privée à réussir un vol orbital depuis Kodiak.

## Caractéristiques et installations

Plan des installations de la base de Kodiak

La base de lancement de Kodiak s'étale sur un terrain rectangulaire de 15 km2 appartenant à l'État d'Alaska, et est exploitée par la Corporation Aérospatiale d'Alaska, une entreprise publique. En 2005, ce site procurait directement 45 emplois à temps plein. Le KLC a été construit pour un coût de 60 millions de dollars (fonds fédéraux et fonds de l'État d'Alaska).

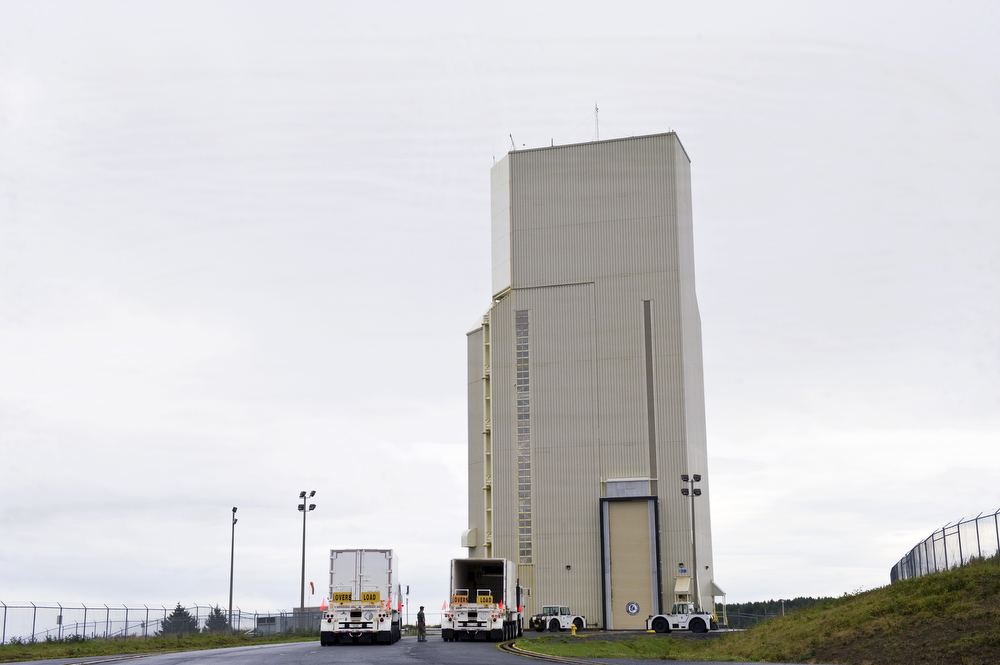
Bâtiment d'assemblage du pas-de-tir LP-1 de la base, servant aux vols orbitaux (Athena et Minotaur).

La partie haute de la base, appelée "Up-range", est composée de multiples installations. Tout d'abord, c'est ici que se situe le centre de contrôle météorologique, permettant d'effectuer divers relevé pour autoriser le lancement. Plusieurs ballons-sondes sont ainsi lancés avant chaque décollage. A côté se trouve le centre de contrôle de vol, d'où toutes les opérations de lancement sont effectuées. La salle principale peut accueillir jusqu'à 120 personnes lors d'opérations d'envergure de l'Armée américaine, et est située à environ 3 kilomètres des zones de lancement, ceci lui permettant d'éviter d'être endommagé en cas d'échec d'un décollage. A proximité, il y a également plusieurs hangars dédiés à la maintenant et à la réparation des différentes installations du site, mais le lieu sert aussi de lieu de stockage, et de base pour les secours en cas d'accident lors d'un décollage. Enfin, à l’extrémité d'une courte piste goudronnée se trouve la zone consacrée au suivi radar des missiles et des lanceurs en vol. Quelques mètres à côté de ces installations se trouve un héliport.
La zone "Mid-range" est située quelques kilomètres plus bas. Elle est composée d'une station de mesure météo, de plusieurs antennes appartenant à la LORAN, d'un héliport, d'une zone de dépôt de matériaux, et surtout du bâtiment dans lequel la charge utile est préparée pour le vol, et est mise sous coiffe. Les étages supérieurs fonctionnant avec des ergols stockables sont aussi remplis ici.
Tout au sud de la base se trouve la zone "Down-range", où sont installés les pas-de-tirs. A l'ouverture, seuls deux complexes de lancement étaient en service, dénommés LP-1 et LP-2. Le premier est uniquement utilisé à l'occasion de vols orbitaux, là où le deuxième est utilisé lors de campagnes suborbitales. Le LP-1 possède une tour d'assemblage haute de 53 mètres, qui est la plus haute installation de la base. Lors de la préparation du lancement, il est possible de refermer les portes de cette tour pour pouvoir assembler le lanceur sans subir les phénomènes climatiques en cours, de même, ces portes protègent la structure lors du décollage du lanceur. Les deux plateformes (LP-1 et LP-2) partagent une tour de service mobile commune, pouvant se déplacer sur rails d'un pas-de-tir à l'autre. Les lanceurs sont assemblés dans un bâtiment accolé au LP-2, et les étages à poudre composant certains missiles peuvent être stockés à quelques centaines de mètres de là, dans un hangar climatisé sous haute surveillance.
En 2010, la Corporation Aérospatiale d'Alaska a décidé la construction d'un troisième complexe de lancement, dénommé LP-3, qui devra lui permettre de soutenir des lancements très rapides de satellites, à savoir moins de 24 heures entre l'arrivée des charges utiles et le décollage. Au fil des années, ce projet a toutefois évolué pour donner sa forme actuelle, le LP-3 a été divisé en quatre zones de lancement distinctes, dénommées LP-3A, 3B, 3C et 3D. Les LP-3A et 3D consistent en une simple zone de gravier, équipées de connexions électriques ; ces zones permettant le décollage de petites fusées-sondes à ergols solides. Le LP-3B est actuellement utilisé par la compagnie privée Astra Space, pour assurer le décollage de son lanceur orbital Rocket 3 à ergols liquides, et aurait dû être aussi utilisé pour l'envoi du lanceur Vector-R, avant que la compagnie ne déclare faillite. Enfin, le LP-3C est adapté au lancement de petites fusées à ergols solides et liquides, et pourrait également être utilisé par Astra Space si cette dernière doit assurer une plus grande fréquence de lancement.

## Liste des lancements
Tableau mis à jour le 14 janvier 2023.
| Succès | Succès | Succès | Vol n° | Vol orbital n° | Date de lancement (UTC) | Pas-de-tir | Lanceur                           | Charge(s) utile(s)                                                                    | Type                                                                              | Orbite            | Notes |
| ------ | ------ | ------ | ------ | -------------- | ----------------------- | ---------- | --------------------------------- | ------------------------------------------------------------------------------------- | --------------------------------------------------------------------------------- | ----------------- | --- |
|        | ✓      |        | 1      | -              | 06/11/1998 01h32        | LP-2       | Aerojet SR-19-AJ-1 Hercules M57A1 | AIT-1                                                                                 | -                                                                                 | Suborbital        | Premier vol depuis Kodiak Mission pour l'US Air Force |
|        | ✓      |        | 2      | -              | 15/09/1999 21h00        | LP-2       | Castor 4B Hercules M57A1          | AIT-2                                                                                 | -                                                                                 | Suborbital        | Mission pour l'US Air Force |
|        | ✓      |        | 3      | -              | 22/03/2001              | LP-2       | Aries 47                          | QRLV-1                                                                                | -                                                                                 | Suborbital        | Mission pour l'US Air Force |
|        | ✓      |        | 4      | 1              | 30/09/2001 02h40        | LP-1       | Athena I                          | Starshine 3 Sapphire PCSat PicoSAT                                                    | Satellites scientifiques                                                          | OBT (LEO)         | Mission "Kodiak Star" Vol pour la NASA et Lockheed Premier vol orbital depuis Kodiak Dernier vol du lanceur Athena                                                                |
|        | ✕      |        | 5      | -              | 09/11/2001 18h12        | LP-2       | Polaris A-3 STARS-1               | -                                                                                     | -                                                                                 | Suborbital        | Échec : Explosion du missile après 56 secondes de vol |
|        | ✓      |        | 6      | -              | 24/04/2002              | LP-2       | Aries 49                          | QRLV-2                                                                                | -                                                                                 | Suborbital        | Mission pour l'US Air Force |
|        | ~      |        | 7      | -              | 15/12/2004 04h45        | LP-2       | Polaris A-3 STARS-1               | -                                                                                     | -                                                                                 | Suborbital        | Échec partiel : Échec d’interception par un missile de Kwajalein Mission pour la MDA                                                                                              |
|        | ~      |        | 8      | -              | 14/02/2005 06h22        | LP-2       | Polaris A-3 STARS-1               | -                                                                                     | -                                                                                 | Suborbital        | Échec partiel : Échec d’interception par un missile de Kwajalein Mission pour la MDA                                                                                              |
|        | ✓      |        | 9      | -              | 23/02/2006 16h09        | LP-2       | Polaris A-3 STARS-1               | -                                                                                     | -                                                                                 | Suborbital        | Mission pour la MDA |
|        | ✓      |        | 10     | -              | 01/09/2006 17h22        | LP-2       | Polaris A-3 STARS-1               | -                                                                                     | -                                                                                 | Suborbital        | Mission pour la MDA |
|        | ✕      |        | 11     | -              | 25/05/2007 14h15        | LP-2       | Polaris A-3 STARS-1               | -                                                                                     | -                                                                                 | Suborbital        | Échec : Mauvaise trajectoire Mission pour la MDA |
|        | ✓      |        | 12     | -              | 28/09/2007 20h01        | LP-2       | Polaris A-3 STARS-1               | -                                                                                     | -                                                                                 | Suborbital        | Mission pour la MDA |
|        | ✓      |        | 13     | -              | 18/07/2008 22h47        | LP-2       | Polaris A-3 STARS-1               | -                                                                                     | -                                                                                 | Suborbital        | Mission pour la MDA |
|        | ✓      |        | 14     | -              | 05/12/2008 20h04        | LP-2       | Polaris A-3 STARS-1               | -                                                                                     | -                                                                                 | Suborbital        | Mission pour la MDA |
|        | ✓      |        | 15     | 2              | 20/11/2010 01h25        | LP-1       | Minotaur IV                       | STPSAT-2 FASTRAC-A FASTRAC-B FalconSat-5 FASTSAT O/OREOS RAX NanoSail-D2 Ballast (x2) | Satellites technologiques                                                         | OBT (LEO)         | Mission STP-S26 pour l'US Air Force |
|        | ✓      |        | 16     | 3              | 27/09/2011 15h49        | LP-1       | Minotaur IV+                      | TacSat-4                                                                              | Satellite technologique                                                           | Orbite elliptique | Mission pour l'US Air Force |
|        | ✕      |        | 17     | -              | 25/08/2014 08h00        | LP-2       | Polaris A-3 STARS IV              | Arme Hypersonique                                                                     | -                                                                                 | Suborbital        | Échec : Explosion du lanceur après 4 secondes de vol. L'accident endommagea les deux pas-de-tir, qui seront inutilisables pour plusieurs années.                                  |
|        | ✓      |        | 18     | -              | Juin 2017               | LP-2       | Inconnue                          | -                                                                                     | -                                                                                 | Suborbital        | Mission pour la MDA Réouverture de la base de Kodiak |
|        | ✓      |        | 19     | -              | Juillet 2017            | LP-2       | Inconnue                          | -                                                                                     | -                                                                                 | Suborbital        | Mission pour la MDA |
|        | ✕      |        | 20     | -              | 20/07/2018              | LP-2       | Rocket 1.0                        | -                                                                                     | -                                                                                 | Suborbital        | Échec : Perte de la fusée en vol Unique vol de Rocket 1.0 Premier vol commercial depuis Kodiak                                                                                    |
|        | ✕      |        | 21     | -              | 29/11/2018              | LP-2       | Rocket 2.0                        | -                                                                                     | -                                                                                 | Suborbital        | Échec : La propulsion fut plus courte que prévu Unique vol de Rocket 2.0 |
|        | ✓      |        | 22     | -              | 26/07/2019              | LP-2       | Arrow 3                           | -                                                                                     | -                                                                                 | Suborbital        | Tir en coopération avec Israël |
|        | ✓      |        | 23     | -              | 26/07/2019              | LP-2       | Arrow 3                           | -                                                                                     | -                                                                                 | Suborbital        | Tir en coopération avec Israël |
|        | ✓      |        | 24     | -              | 26/07/2019              | LP-2       | Arrow 3                           | -                                                                                     | -                                                                                 | Suborbital        | Tir en coopération avec Israël, |
|        | ~      |        | -      | -              | 02/03/2020              | LP-3B      | Rocket 3.0                        | ARCE-1A, 1B & 1C Prometheus SOARS                                                     | Satellites de la DARPA                                                            | OBT (LEO)         | Vol annulé : Le décollage fut annulé 53s avant le vol Le lanceur fut détruit durant un essai au sol Premier essai de vol orbital de Rocket 3 La mission était nommée One of Three |
|        | ✕      |        | 25     | 4              | 12/09/2020 3h19         | LP-3B      | Rocket 3.1                        | Aucune                                                                                | -                                                                                 | OBT (LEO)         | Échec : Les moteurs furent coupés après 30s, et le lanceur explosa en retombant Premier vol orbital de Rocket                                                                     |
|        | ✕      |        | 26     | 5              | 16/12/2020 20h55        | LP-3B      | Rocket 3.2                        | Aucune                                                                                | -                                                                                 | OHS (SSO)         | Échec : Ratio du mélange des ergols plus faible que prévu. Le deuxième étage n'a pas atteint la vitesse orbitale                                                                  |
|        | ✕      |        | 27     | 6              | 28/08/2021 22h35        | LP-3B      | Rocket 3.3                        | STP-27AD1                                                                             | Charge utile de test de l'US Air Force                                            | OHS (SSO)         | Échec : Panne d'un des moteurs du premier étage conduisant à la perte du lanceur. La charge utile devait tester attaché pour recueillir des données                               |
|        | ✕      |        | 28     | -              | 21/10/2021              | LP-1       | Inconnu                           | FT-3                                                                                  | -                                                                                 | OHS (SSO)         | Échec : Essai d'une arme hypersonique. Perte du lanceur en raison d'un problème avec le booster                                                                                   |
|        | ✓      |        | 29     | 7              | 20/11/20216h16          | LP-3B      | Rocket 3.3                        | STP-27AD2                                                                             | Charge utile de test de l'US Air Force                                            | OHS (SSO)         | Succès : Le signal de séparation virtuelle de la charge utile a bien eu lieu au terme du lancement                                                                                |
|        | ✓      |        | 30     | 8              | 15/03/2022 16h22        | LP-3B      | Rocket 3.3                        | S4 CROSSOVER, OreSat0, charge utile inconnue                                          | Charge utile de NearSpace Launch, Portland State University et compagnie inconnue | OHS (SSO)         | Succès : Toutes les charges utiles ont été déployées |
|        | ✕      |        | 31     | 9              | 10/01/2023 23h27        | LP-3C      | RS1                               | VariSat 1A, 1B                                                                        | Charge utile de OmniTeq                                                           | OBT (LEO)         | Échec : les moteurs de la fusée s'éteignent peu après le décollage et elle explosa en retombant sur le pas de tir                                                                 |

## Galerie

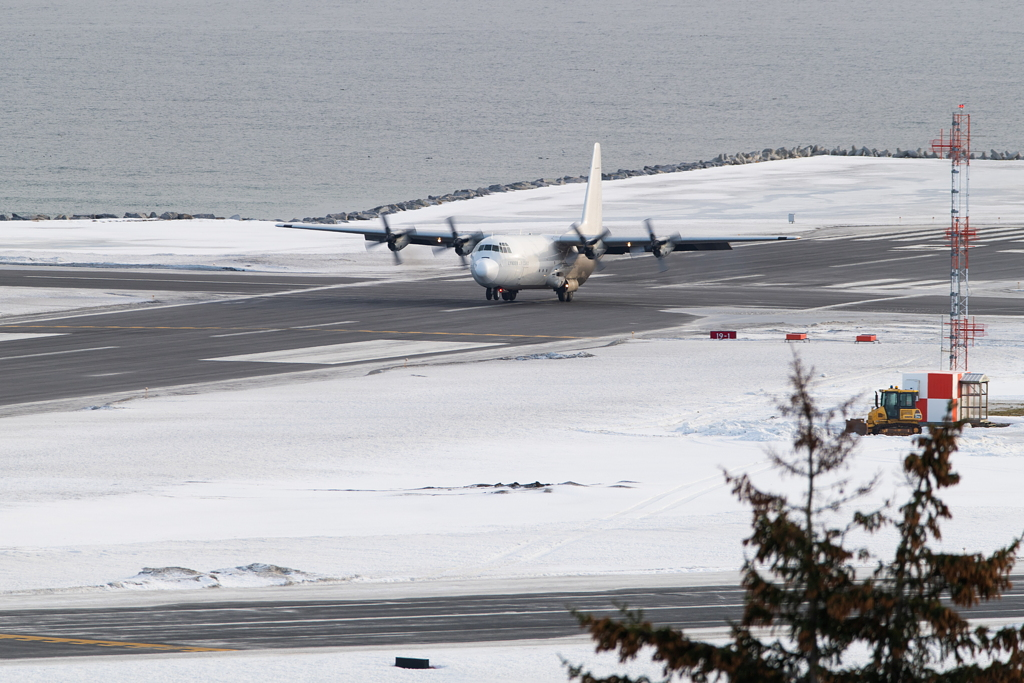
Aéroport de Kodiak, d'où arrivent les charges utiles.
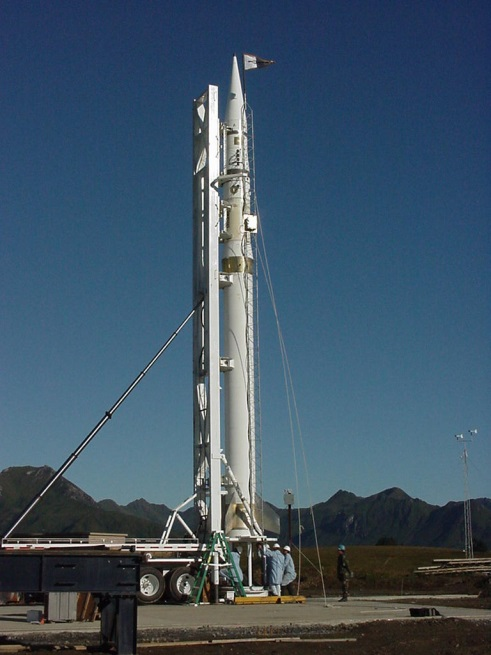
Fusée Ait-2, ayant volée en 1999.
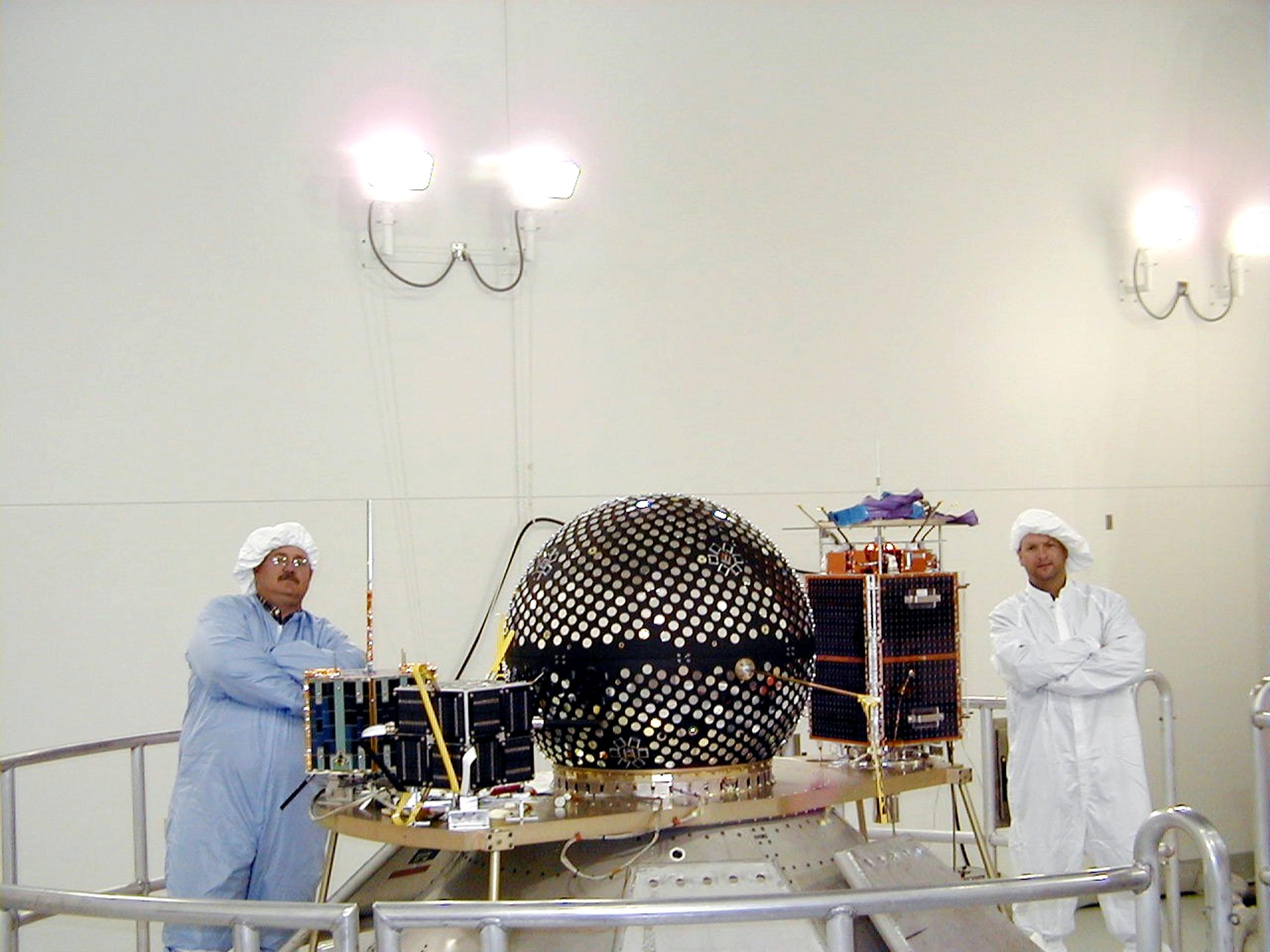
Satellite envoyés sur le lanceur Athena.
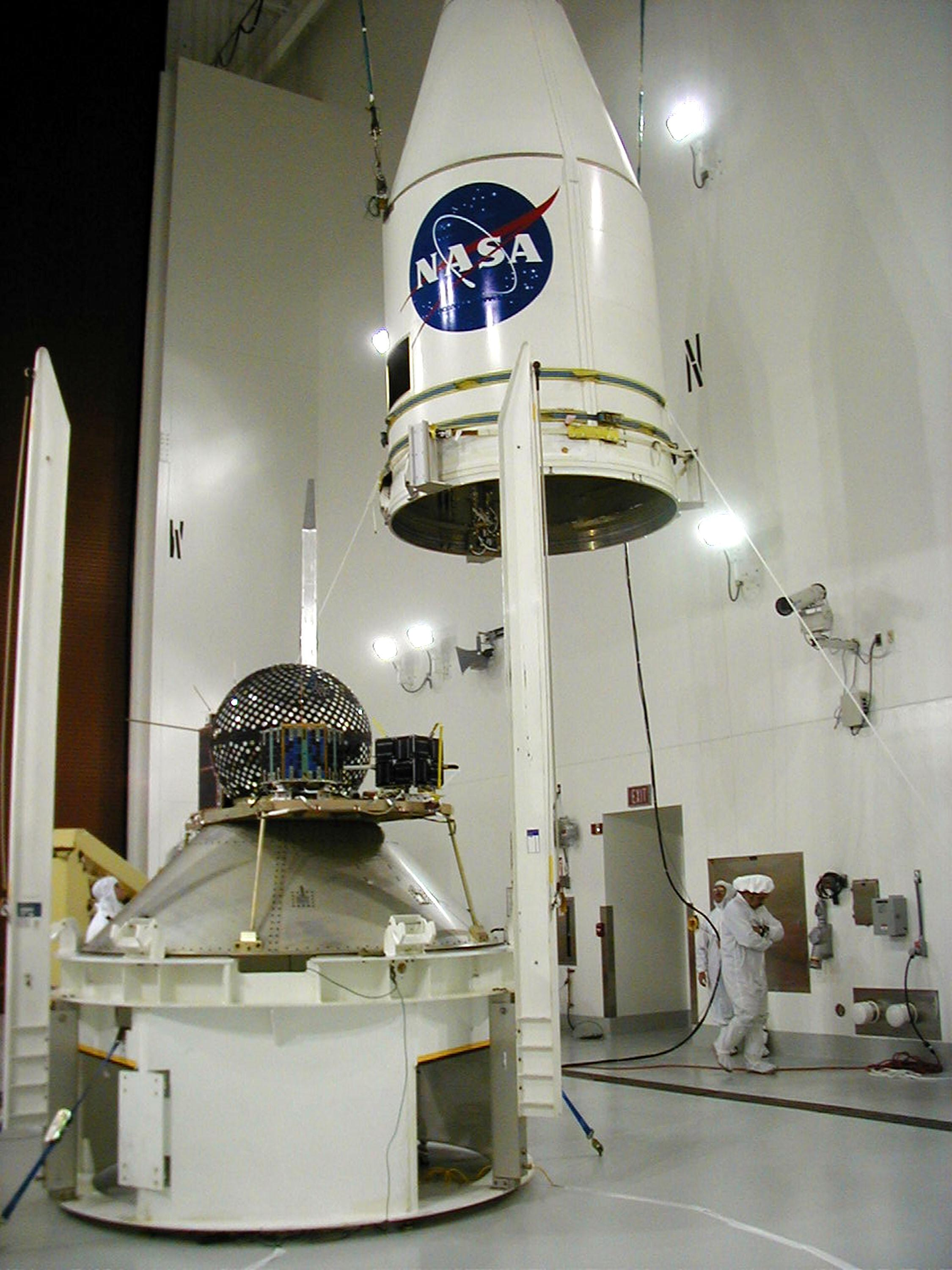
Mise en place de la coiffe du lanceur Athena.
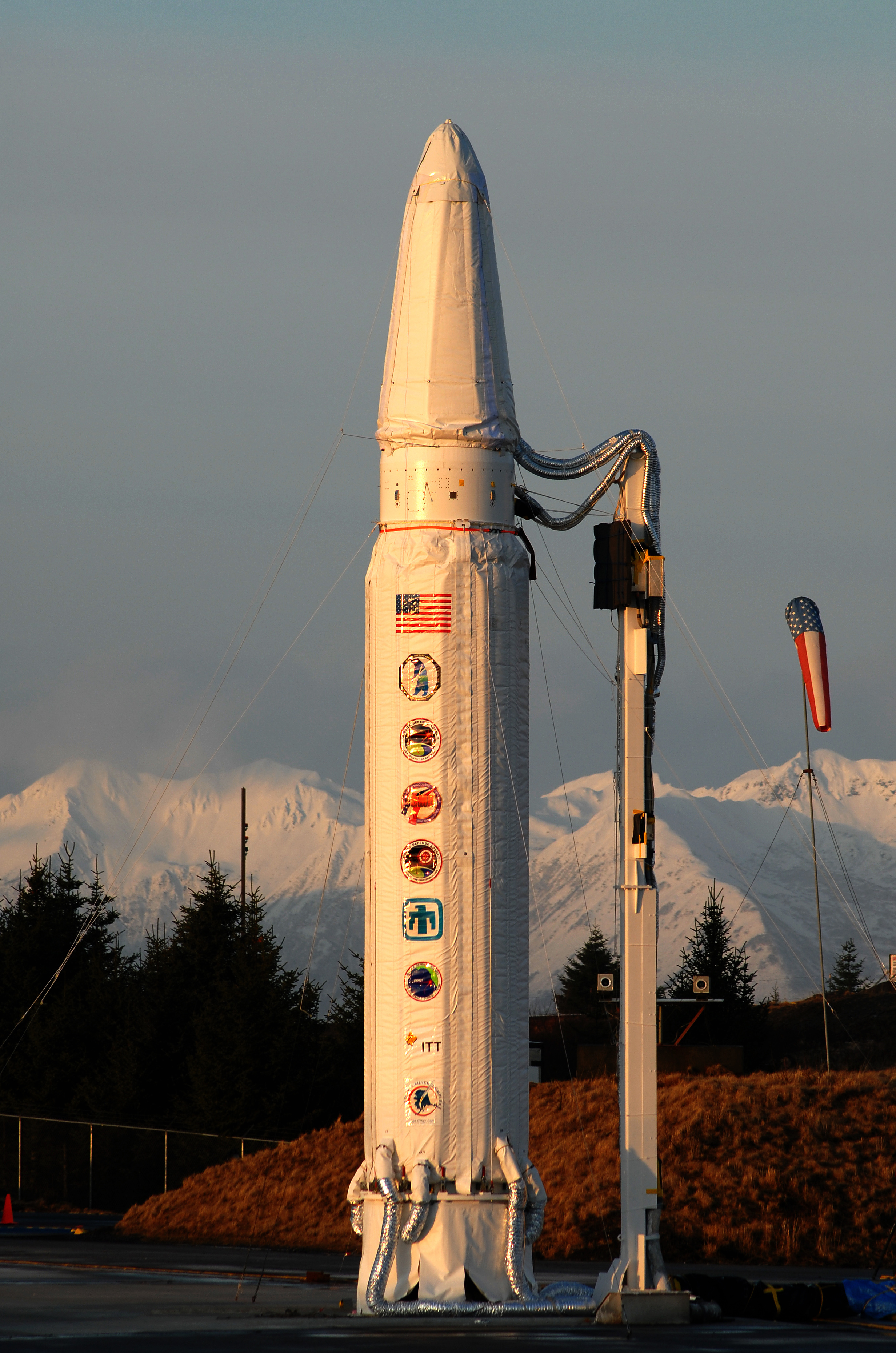
Missile Polaris, peu avant son vol en 2006.
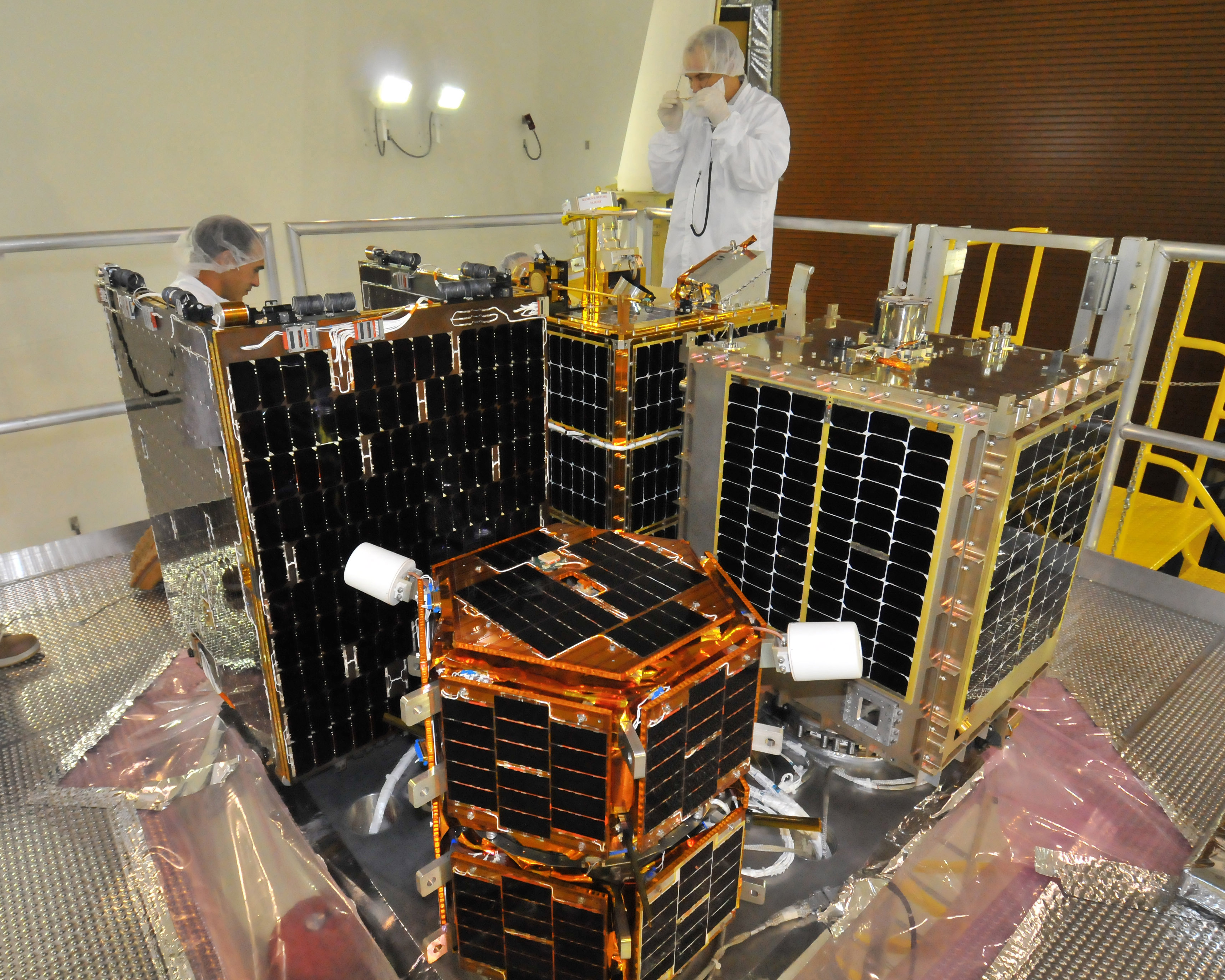
Cinq satellites ayant été lancés sur une Minotaur IV.
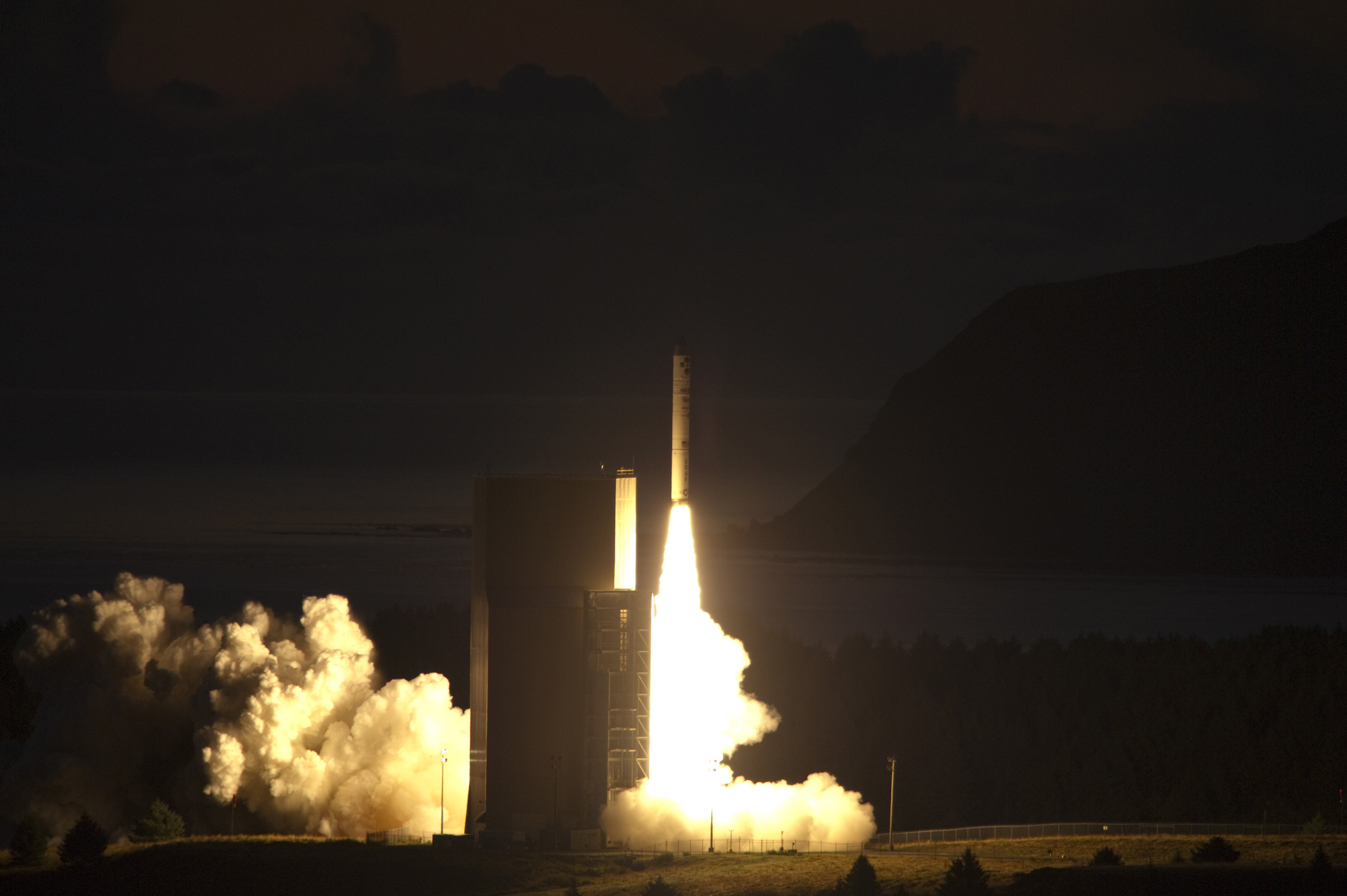
Décollage d'une Minotaur IV, effectuant le 3e vol orbital de la base.
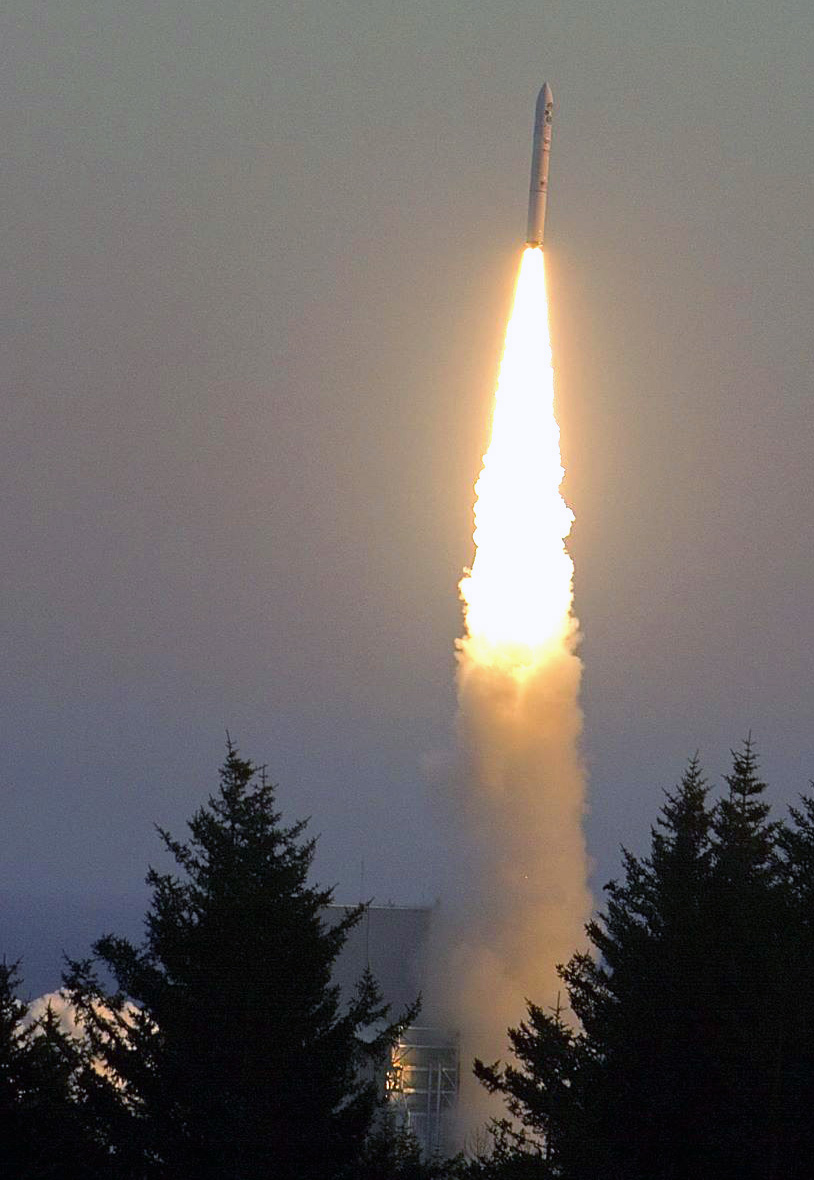
Décollage d'une Minotaur IV, effectuant le 3e vol orbital de la base.
- Vidéo du décollage de fusées interceptrices depuis Kodiak.
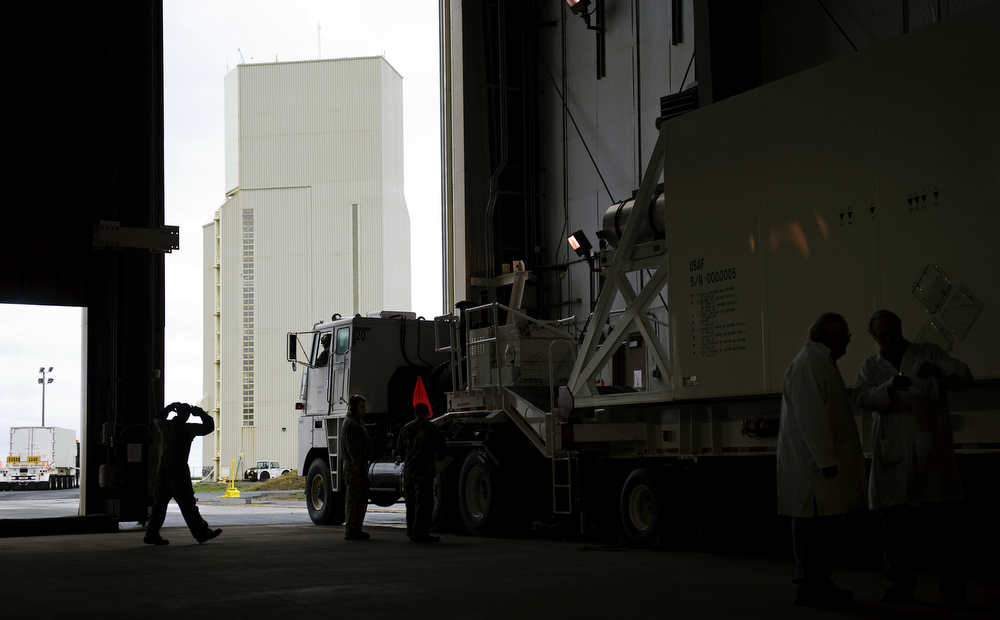
Vue du bâtiment d'assemblage du LP-1.
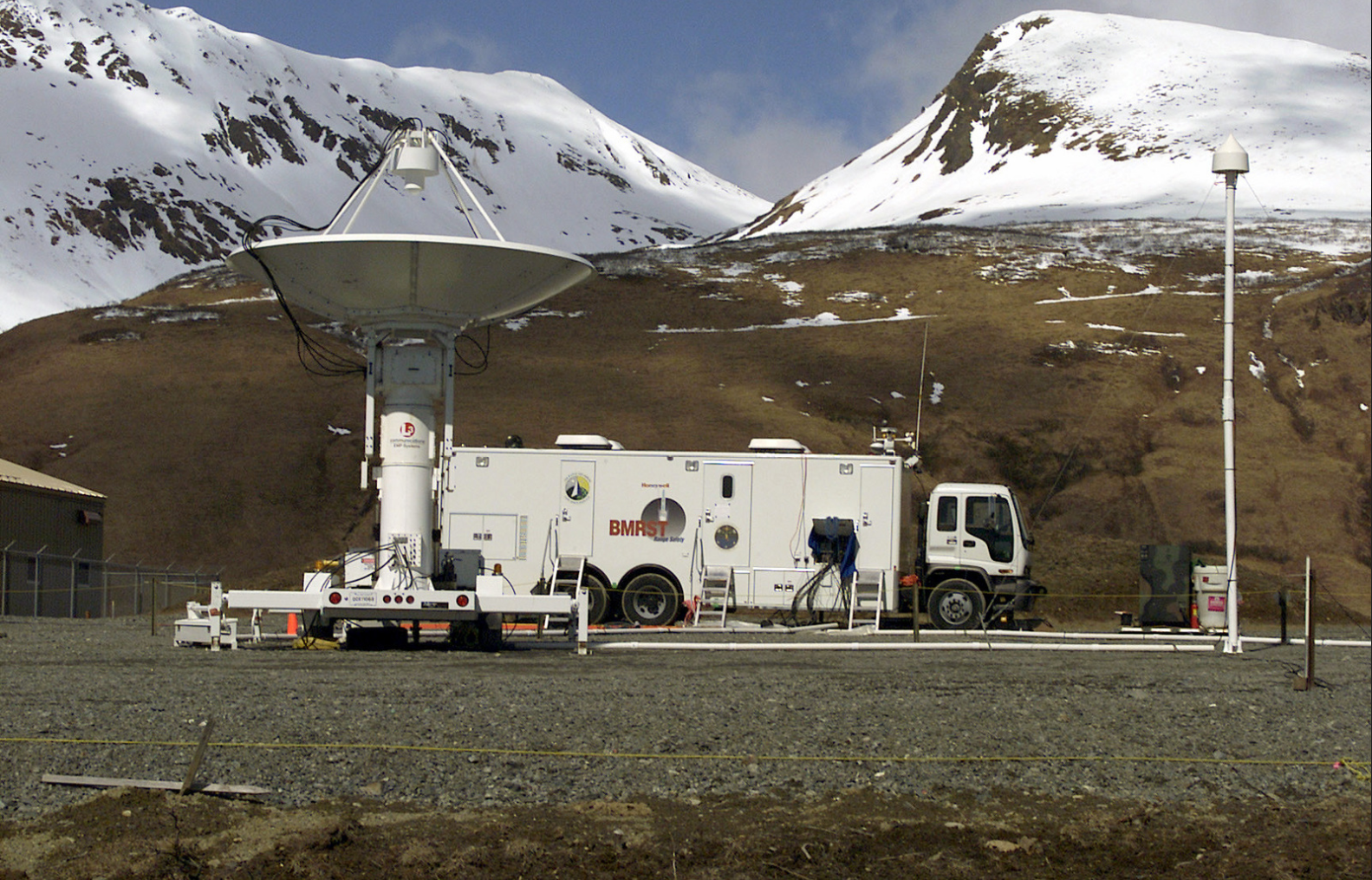
Antenne mobile, sur la zone des installations de suivi.
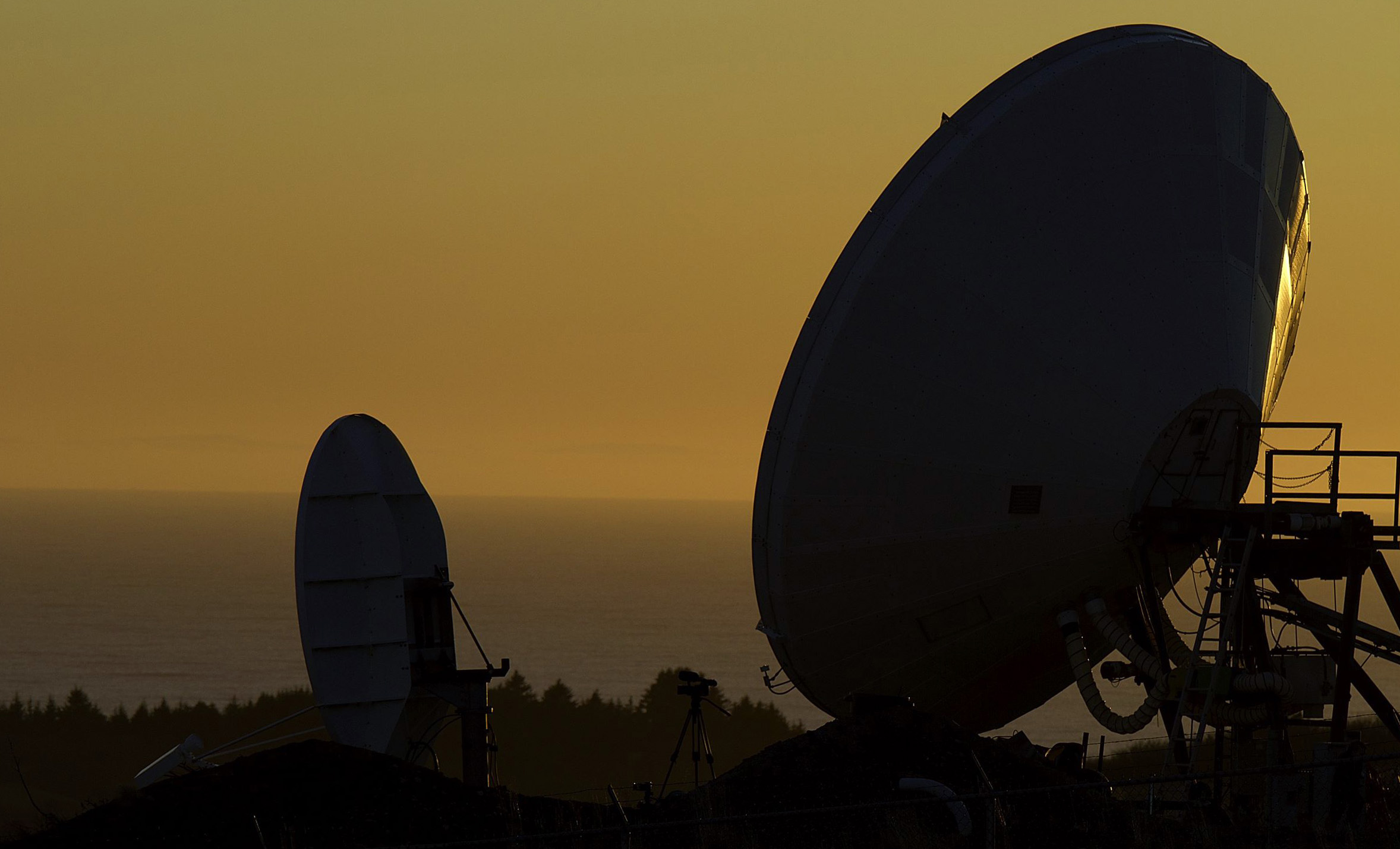
Antennes de suivi des lancements.
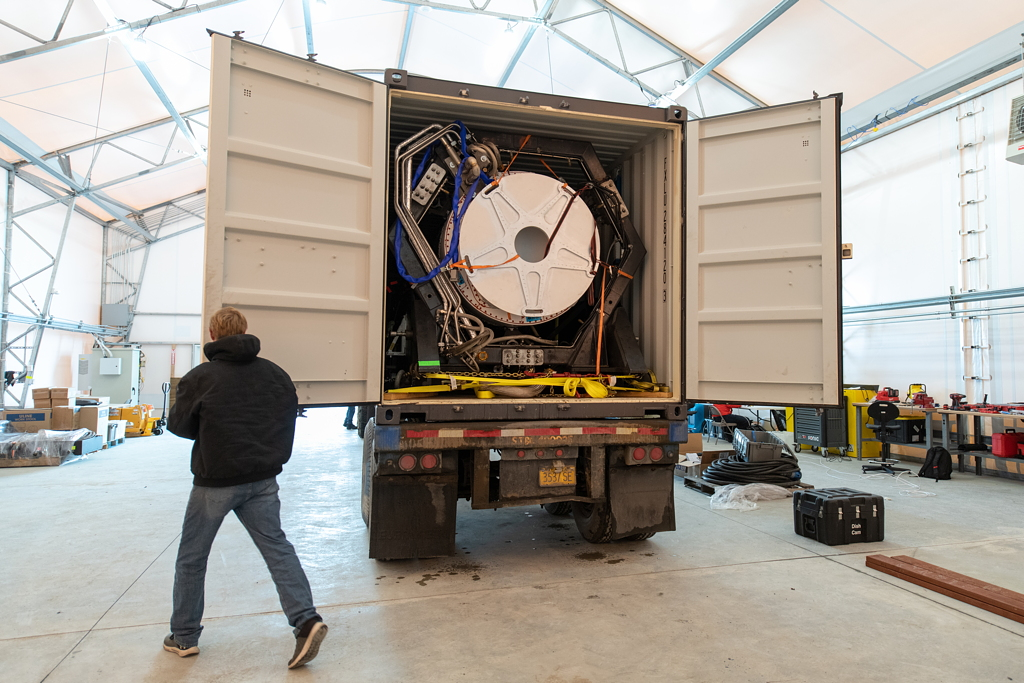
Lanceur Rocket 3 dans son camion de transport.
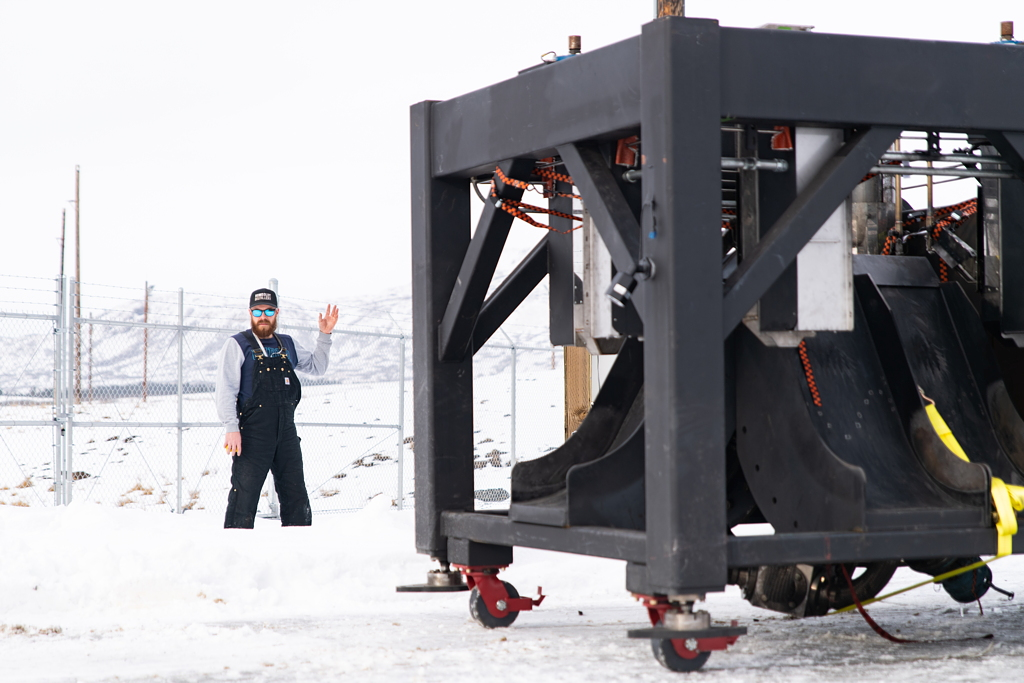
Carneaux du pas-de-tir LP-3B.
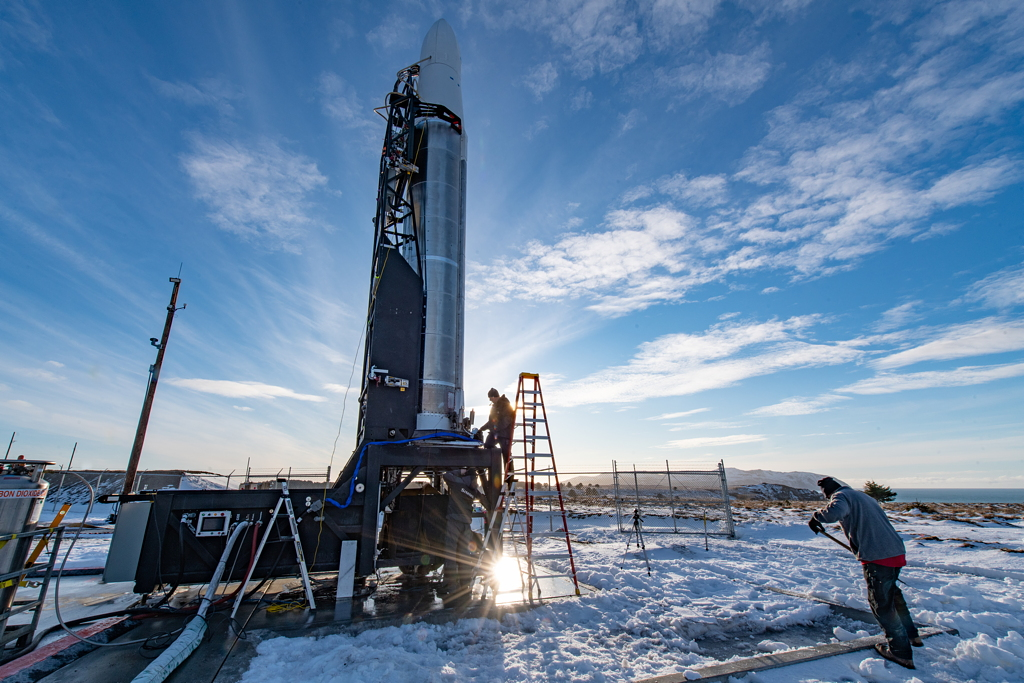
Lanceur Rocket 3 sur le LP-3B.
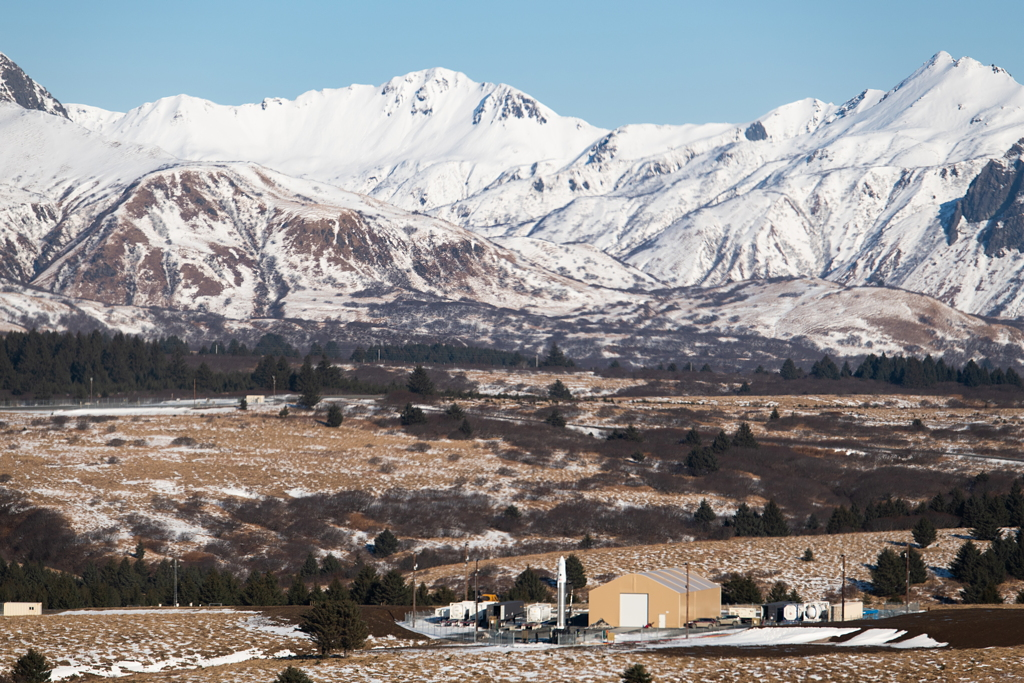
Vue aérienne du pas-de-tir LP-3B.